# Francis Montesinos
Francisco Gil Montesinos, conocido como Francis Montesinos (Valencia, 12 de diciembre de 1950) es un diseñador de moda español.

## Biografía
Originario del barrio valenciano de El Carmen se inició en el mundo del diseño en 1969 estudiando interiorismo, diseño y moda, en la Escuela de Artes y Oficios de Valencia.
En 1972 abre una tienda de moda en Valencia a partir de un negocio familiar. Ese mismo año comienza a realizar colecciones de moda con notable éxito. 
Su obra, que destaca por su modernidad y por la re-interpretación de las raíces españolas, desde el prisma de la moda, a partir de los años 80, convierte a Francis Montesinos en la vanguardia de los diseñadores patrios, al internacionalizar la moda española, a través de sus colecciones. 
Se acaba trasladando a Madrid donde se encuentra con la generación de creadores de la Movida madrileña.
También ha diseñado complementos, perfumes, ropa de hogar y ha realizado numerosos diseños exclusivos para marcas cómo Coca-Cola o Gene Simmons, bajista del archiconocido grupo Kiss.

## Trabajos en artes escénicas
- Vestuario para el estreno mundial de El lago de los cisnes por el Ballet Nacional de Cuba
- Vestuario para la película Matador, de Pedro Almodóvar.
- Vestuario para la obra teatral “Comedias Bárbaras”, dirigida por Bigas Luna
- Diseño del vestuario para “La danza de la vieja dama”. Teatro Principal de Castellón.

## Reconocimientos
- Aguja de Oro de la Moda (1985)
- Premio IMPIVA de Generalidad Valenciana (1986)
- Premio de las Artes Escénicas al Mejor Vestuario en 2001 por su trabajo en El Lago de los Cisnes
- Premio de la Crítica al mejor vestuario por el trabajo en el ballet “Gitano” de Antonio Canales
- Medalla de Oro al Mérito en las Bellas Artes, 2006
- Mejor Colección de Fiesta de la MFW (Miami fashion Week of the Americas), 2006
- Nombrado excelentísimo embajador de la sidra asturiana, Gijón, 20 de junio de 2017